# Stora Böckeln
Stora Böckeln är en sjö i Karlstads kommun i Värmland och ingår i Göta älvs huvudavrinningsområde. Sjön är 11 meter djup, har en yta på 1,16 kvadratkilometer och befinner sig 157,8 meter över havet. Sjön avvattnas av vattendraget Alstersälven (Alsterälven).

## Delavrinningsområde
Stora Böckeln ingår i det delavrinningsområde (661654-138745) som SMHI kallar för Utloppet av Stora Böckeln. Medelhöjden är 199 meter över havet och ytan är 12,53 kvadratkilometer. Det finns ett avrinningsområde uppströms, och räknas det in blir den ackumulerade arean 32,77 kvadratkilometer. Alstersälven (Alsterälven) som avvattnar avrinningsområdet har biflödesordning 2, vilket innebär att vattnet flödar genom totalt 2 vattendrag innan det når havet efter 276 kilometer. Avrinningsområdet består mestadels av skog (79 procent). Avrinningsområdet har 1,16 kvadratkilometer vattenytor vilket ger det en sjöprocent på 9,3 procent.